# Patrik Steorn
Patrik Gösta Emil Steorn, född 6 april 1971 i Stockholm, är en svensk konstvetare.
Patrik Steorn studerade konstvetenskap på École du Louvre (EDL) i Paris och på Stockholms universitet. Han disputerade 2006 i konstvetenskap på Stockholms universitet med avhandlingen Nakna män. Maskulinitet och kreativitet i svensk bildkultur 1900-1915. Han blev docent i konstvetenskap 2014.
Patrik Steorn har särskilt ägnat sig åt forskning om nordisk konst och visuell kultur runt sekelskiftet 1900, men har även arbetat med modevetenskap. Ett större projekt om svenskt mode i USA under 1960-talet inkluderade  studier om bland andra Katja of Sweden och Sighsten Herrgård.
Steorn har även undervisat på Centrum för modevetenskap på Stockholms universitet. Han utsågs i december 2013 till intendent och chef för Thielska galleriet i Stockholm och tillträdde i januari 2014. I september 2020 tillträdde han som chef för Göteborgs konstmuseum. 
Patrik Steorn har flera gånger deltagit i SVT:s TV-program Kulturfrågan Kontrapunkt, senast 2024.